# Schwimmverband Nordrhein-Westfalen
Der Schwimmverband Nordrhein-Westfalen (SV NRW) ist der Sportfachverband für den Schwimmsport in Nordrhein-Westfalen. In seinen rund 600 Vereinen sind mehr als 220.000 Mitglieder organisiert. Er ist der größte Landesverband innerhalb des Deutschen Schwimm-Verbandes und gleichzeitig eine der größten Sportorganisationen in Nordrhein-Westfalen.
Sportarten sind Schwimmen, Wasserball, Wasserspringen, Synchronschwimmen in den jeweiligen Fachsparten.
Die Fachsparte Breiten-, Freizeit- und Gesundheitssport umfasst die Sportarten Aqua-Fitness, Aqua-Jogging, Aqua-Power, Wassergymnastik, Anfängerschwimmen, Seniorenschwimmen, Gesundheitsschwimmen, Abnahme von Schwimmabzeichen. In den Bereich Jugendarbeit fallen die Betreuung von Jugendlichen und Jugendbildungsarbeit.
Die sportliche und außersportliche Bildungsarbeit umfasst die Aus- und Fortbildung von Übungsleitern sowie Trainern. Ebenfalls dazu gehört die Ausbildung von Jugendleitern sowie Sonderlehrgänge rund um den Bereich Schwimmen.

## Bezirke im Schwimmverband Nordrhein-Westfalen
- Aachen
- Mittelrhein
- Nordwestfalen
- Ostwestfalen-Lippe
- Rhein-Wupper
- Ruhrgebiet
- Südwestfalen